# 建築確認申請
建築確認申請（けんちくかくにんしんせい）は、建築基準法 6条、6条の2に基づく申請行為である。
建築基準法6条1項、2項に該当する場合、建築主は建築主事又は指定確認検査機関に確認申請書（設計図書等を含む）を提出し、これらの者の建築確認を受けて、確認済証の交付を受けなければ建築することができない。
ハウスメーカーでは建築確認申請担当がおり、土地家屋調査士と連携して開発申請の許可が降りたのちに建築確認申請を下ろせる

## 実際の流れ
確認申請書の提出先は、地方公共団体の建築主事又は民間企業の指定確認検査機関である。

また、一定条件の一戸建ての住宅以外の場合は、消防長による同意が必要であり、建築主事又は指定確認検査機関で確認申請書が受理された後、消防署に確認申請書が送付され、消防設備について審査される。審査のうえ支障無い場合は、確認申請書に消防同意が為された旨の記載がされ、再び建築主事又は指定確認検査機関に返却送付される。なお消防同意が無ければ確認済証の交付はできない。
その他、建築基準法施行令9条に規定される建築基準関係規定で許可申請が必要な場合は、当該許可が下りていなければ確認申請書の受理がされないことが一般的である。
また、平成19年6月20日より建築基準法の改正施行により一定規模以上の建築物は指定構造計算適合性判定機関の審査が必要となり、また平成29年4月1日より建築基準法の改正施行により一定規模以上の建築物は登録省エネ判定機関の審査が必要となり、確認済証の交付にはこれらの適合判定通知書が必要になった。ただし、これらの適合性判定は確認申請と同時並行の審査が可能である。

## 申請に必要な図書
建築基準法に適合する根拠を明示した設計図面、仕様書、認定書等が必要である。
また、一定規模である（建築基準法6条1項二号、三号に該当する）場合は構造計算書も必要である。
これらの設計図書の作成（設計）は、一定の小規模建築物（木造の場合は、階数2以下かつ延べ面積100m2以下かつ最高高さ13m以下かつ軒高9m以下。木造以外の場合は、階数2以下かつ延べ面積30m2以下かつ最高高さ13m以下かつ軒高9m以下）の場合を除いて、建築士の免許を受けている者しか行うことができない（建築士法3条、3条の2、3条の3。建築物の用途・規模に応じて必要な建築士免許は異なる）。
上記の通り、一定の小規模建築物の場合は建築士有資格者でない者が設計しても違法ではない訳であるが、実際は、建築の素人である場合は図面作成を含む建築確認申請は困難を極め、一定の小規模建築物であっても建築主から建築士へ依頼されることがほとんどである。
なお、報酬を得て設計を行う建築士は、建築士事務所登録を受けた事務所に所属していなければならない（建築士法23条）。

## 申請代理
建築主は建築確認申請を建築士へ委任してすることができる。この場合の建築士は建築確認申請上「代理者」という。

## FD申請
"FD申請"とは確認申請書第一面〜第六面のデータが入ったフロッピーディスクを建築確認申請の窓口に提出することを指していたが、現在ではCD、フラッシュメモリー、電子メールによって対応されていることがほとんどである。
なお上記のデータを提出する理由は、申請を受理する行政庁や指定確認検査機関は確認申請書の内容をパソコンデータで保管管理しているためである。建築確認申請を行う者からすればFD申請は強制ではないが、行政庁や指定確認検査機関はデータで情報を得る方が都合が良い（入力の手間が軽減される）ため、FD申請の場合は建築確認申請の手数料を割り引く等してFD申請を促していることが多い。

## 建築確認と争訟
建築確認について確認済証等の交付等 処分がなされた場合、申請者、周辺の住民、地権者は、建築審査会に対し審査請求することができ、建築審査会の裁決に不服がある場合は、国土交通大臣に再審査請求ができる（法94条、95条）。なお、建築確認の処分についての取消訴訟は、原則として建築審査会の裁決が出た後にしか提起できない。
建築確認の取消訴訟の訴えの利益は、建築物等の工事が完了したとき失われる（最判昭和59年10月26日）。

## 建築基準法引用
（建築物の建築等に関する申請及び確認）
第六条
建築主は、第一号から第三号までに掲げる建築物を建築しようとする場合（増築しようとする場合においては、建築物が増築後において第一号から第三号までに掲げる規模のものとなる場合を含む。）、これらの建築物の大規模の修繕若しくは大規模の模様替をしようとする場合又は第四号に掲げる建築物を建築しようとする場合においては、当該工事に着手する前に、その計画が建築基準関係規定（この法律並びにこれに基づく命令及び条例の規定（以下「建築基準法令の規定」という。）その他建築物の敷地、構造又は建築設備に関する法律並びにこれに基づく命令及び条例の規定で政令で定めるものをいう。以下同じ。）に適合するものであることについて、確認の申請書を提出して建築主事の確認を受け、確認済証の交付を受けなければならない。当該確認を受けた建築物の計画の変更（国土交通省令で定める軽微な変更を除く。）をして、第一号から第三号までに掲げる建築物を建築しようとする場合（増築しようとする場合においては、建築物が増築後において第一号から第三号までに掲げる規模のものとなる場合を含む。）、これらの建築物の大規模の修繕若しくは大規模の模様替をしようとする場合又は第四号に掲げる建築物を建築しようとする場合も、同様とする。
一　別表第一（い）欄に掲げる用途に供する特殊建築物で、その用途に供する部分の床面積の合計が二百平方メートルを超えるもの
二　木造の建築物で三以上の階数を有し、又は延べ面積が五百平方メートル、高さが十三メートル若しくは軒の高さが九メートルを超えるもの
三　木造以外の建築物で二以上の階数を有し、又は延べ面積が二百平方メートルを超えるもの
四　前三号に掲げる建築物を除くほか、都市計画区域若しくは準都市計画区域（いずれも都道府県知事が都道府県都市計画審議会の意見を聴いて指定する区域を除く。）若しくは景観法（平成十六年法律第百十号）第七十四条第一項の準景観地区（市町村長が指定する区域を除く。）内又は都道府県知事が関係市町村の意見を聴いてその区域の全部若しくは一部について指定する区域内における建築物
２
前項の規定は、防火地域及び準防火地域外において建築物を増築し、改築し、又は移転しようとする場合で、その増築、改築又は移転に係る部分の床面積の合計が十平方メートル以内であるときについては、適用しない。
３
建築主事は、第一項の申請書が提出された場合において、その計画が次の各号のいずれかに該当するときは、当該申請書を受理することができない。
一　建築士法第三条第一項、第三条の二第一項、第三条の三第一項、第二十条の二第一項若しくは第二十条の三第一項の規定又は同法第三条の二第三項の規定に基づく条例の規定に違反するとき。
二　構造設計一級建築士以外の一級建築士が建築士法第二十条の二第一項の建築物の構造設計を行つた場合において、当該建築物が構造関係規定に適合することを構造設計一級建築士が確認した構造設計によるものでないとき。
三　設備設計一級建築士以外の一級建築士が建築士法第二十条の三第一項の建築物の設備設計を行つた場合において、当該建築物が設備関係規定に適合することを設備設計一級建築士が確認した設備設計によるものでないとき。
４
建築主事は、第一項の申請書を受理した場合においては、同項第一号から第三号までに係るものにあつてはその受理した日から三十五日以内に、同項第四号に係るものにあつてはその受理した日から七日以内に、申請に係る建築物の計画が建築基準関係規定に適合するかどうかを審査し、審査の結果に基づいて建築基準関係規定に適合することを確認したときは、当該申請者に確認済証を交付しなければならない。
５
建築主事は、前項の場合において、申請に係る建築物の計画が第六条の三第一項の構造計算適合性判定を要するものであるときは、建築主から同条第七項の適合判定通知書又はその写しの提出を受けた場合に限り、第一項の規定による確認をすることができる。
６
建築主事は、第四項の場合（申請に係る建築物の計画が第六条の三第一項の特定構造計算基準（第二十条第一項第二号イの政令で定める基準に従つた構造計算で同号イに規定する方法によるものによつて確かめられる安全性を有することに係る部分に限る。）に適合するかどうかを審査する場合その他国土交通省令で定める場合に限る。）において、第四項の期間内に当該申請者に第一項の確認済証を交付することができない合理的な理由があるときは、三十五日の範囲内において、第四項の期間を延長することができる。この場合においては、その旨及びその延長する期間並びにその期間を延長する理由を記載した通知書を同項の期間内に当該申請者に交付しなければならない。
７
建築主事は、第四項の場合において、申請に係る建築物の計画が建築基準関係規定に適合しないことを認めたとき、又は建築基準関係規定に適合するかどうかを決定することができない正当な理由があるときは、その旨及びその理由を記載した通知書を同項の期間（前項の規定により第四項の期間を延長した場合にあつては、当該延長後の期間）内に当該申請者に交付しなければならない。
８
第一項の確認済証の交付を受けた後でなければ、同項の建築物の建築、大規模の修繕又は大規模の模様替の工事は、することができない。
９
第一項の規定による確認の申請書、同項の確認済証並びに第六項及び第七項の通知書の様式は、国土交通省令で定める。
（国土交通大臣等の指定を受けた者による確認）
第六条の二
前条第一項各号に掲げる建築物の計画（前条第三項各号のいずれかに該当するものを除く。）が建築基準関係規定に適合するものであることについて、第七十七条の十八から第七十七条の二十一までの規定の定めるところにより国土交通大臣又は都道府県知事が指定した者の確認を受け、国土交通省令で定めるところにより確認済証の交付を受けたときは、当該確認は前条第一項の規定による確認と、当該確認済証は同項の確認済証とみなす。
２
前項の規定による指定は、二以上の都道府県の区域において同項の規定による確認の業務を行おうとする者を指定する場合にあつては国土交通大臣が、一の都道府県の区域において同項の規定による確認の業務を行おうとする者を指定する場合にあつては都道府県知事がするものとする。
３
第一項の規定による指定を受けた者は、同項の規定による確認の申請を受けた場合において、申請に係る建築物の計画が次条第一項の構造計算適合性判定を要するものであるときは、建築主から同条第七項の適合判定通知書又はその写しの提出を受けた場合に限り、第一項の規定による確認をすることができる。
４
第一項の規定による指定を受けた者は、同項の規定による確認の申請を受けた場合において、申請に係る建築物の計画が建築基準関係規定に適合しないことを認めたとき、又は建築基準関係規定に適合するかどうかを決定することができない正当な理由があるときは、国土交通省令で定めるところにより、その旨及びその理由を記載した通知書を当該申請者に交付しなければならない。
５
第一項の規定による指定を受けた者は、同項の確認済証又は前項の通知書の交付をしたときは、国土交通省令で定める期間内に、国土交通省令で定めるところにより、確認審査報告書を作成し、当該確認済証又は当該通知書の交付に係る建築物の計画に関する国土交通省令で定める書類を添えて、これを特定行政庁に提出しなければならない。
６
特定行政庁は、前項の規定による確認審査報告書の提出を受けた場合において、第一項の確認済証の交付を受けた建築物の計画が建築基準関係規定に適合しないと認めるときは、当該建築物の建築主及び当該確認済証を交付した同項の規定による指定を受けた者にその旨を通知しなければならない。この場合において、当該確認済証は、その効力を失う。
７
前項の場合において、特定行政庁は、必要に応じ、第九条第一項又は第十項の命令その他の措置を講ずるものとする。